# 1960年美国总统选举
1960年美国总统选举，第33任總統德懷特·D·艾森豪因已連任一次，依據美國憲法第二十二修正案規定，不得競選連任。
肯尼迪在选举人团中以 303 票对 219 票获胜，并在全国普选中以 112,827 票的优势领先，差距为 0.17%。来自密西西比州和阿拉巴马州的 14 名未承诺选举人将选票投给了参议员哈里·F·比德，俄克拉荷马州的 1 名不忠选举人也是如此。肯尼迪的普选票优势是总统选举史上第二小的，仅次于 1880 年选举中 0.11%的差距，也是民主党人赢得普选票的情况下最小的优势。肯尼迪成为有史以来当选美国总统最年轻的人，时年 43 岁 5 个月。

## 背景及結果
1960年，隨著德怀特·艾森豪两任总统任期的即將结束。艾森豪的副总统理查德·尼克松成為共和党總統候选人，在電視辯論舉行前，尼克森佔盡優勢。

## 候选人
民主党提名马萨诸塞州参议员约翰·肯尼迪。他是参选的主要政党的第二位罗马天主教徒总统候选人（前一位是1928年的民主党人艾爾·史密斯）。

### 民主党
| 1960年民主党候选人           |                             |
| 约翰·肯尼迪                  | 林登·约翰逊                 |
| for President                | for Vice President          |
|                              |                             |
| 马萨诸塞州参议员 (1953–1960) | 得克萨斯州参议员(1949–1961) |
|                              |                             |
|                              |                             |

在竞选的電視辯論中，肯尼迪指责在艾森豪和共和党统治下，冷战期間的美国在军事上和经济上都落到了苏联后面，如果他当选总统，将“使美国再次動起来”。尼克松作出回应说，如果他当选，将会继续艾森豪带给这个国家的“和平与繁荣”，国家正处于冷战之中，肯尼迪担当总统责任太年轻，缺少经验。
最終肯尼迪在總統選舉中以大約十萬票（0.1%）的差距贏得選舉。肯尼迪贏得303張选举人票，选举人票比1916年美国总统选举以来的任何一次总统选举都更接近，肯尼迪在普选中超出的票数也是美国历史上最接近的。尼克森也成為首位贏得過半數州分，但輸掉選舉的總統候選人。
一些历史学家对1960年选举是否有选举欺诈及舞弊提出争议，因為肯尼迪贏出的州中，很多州都不超過五個百分比，有數個州的選票十分接近，尼克森當時絕對可以提出要求重點選票，但他並沒有這樣做。只要重點選票後贏得其中兩個州得克薩斯州和伊利諾州的選舉人票，那麼尼克森便成為總統了。
这也是阿拉斯加州和夏威夷州首次参加总统选举，它们刚刚在前一年的1月3日和8月21日获得州的地位。這次選舉中，夏威夷州支持民主黨的肯尼迪，而阿拉斯加州支持共和黨的尼克森，在此後的總統選舉中大部分時間皆維持此格局，夏威夷州支持民主黨，阿拉斯加州支持共和黨。